# Mourteméno
Mourteméno är en ö i Grekland.   Den ligger i prefekturen Thesprotia och regionen Epirus, i den västra delen av landet, 300 km nordväst om huvudstaden Aten. Arean är 0,23 kvadratkilometer.
Terrängen på Mourteméno är platt. Öns högsta punkt är 23 meter över havet. Den sträcker sig 0,6 kilometer i nord-sydlig riktning, och 0,6 kilometer i öst-västlig riktning.